# División de Honor de rugby 1952-53
La temporada 1952-1953 de la División de Honor, conocida entonces como la Copa Presidente del Gobierno, fue el primer campeonato nacional de liga de rugby que se disputó en España. Participaron cuatro equipos y el F.C Barcelona se alzó con el primer título.

## Equipos participantes
| Club                     | Ciudad                    |
| C. Atlético de Madrid    | Madrid                    |
| A.D Plus Ultra de Madrid | Madrid                    |
| C.F Barcelona            | Barcelona                 |
| U.D Sanboyana            | San Baudilio de Llobregat |

## Clasificación
| \| \| Clasificación 1952-1953 \| |                          |
| Pos                              | Equipo                   |
| 1                                | C.F Barcelona            |
| 2                                | C. Atlético de Madrid    |
| 3                                | U.D Sanboyana            |
| 4                                | A.D Plus Ultra de Madrid |
|                                  | Clasificación 1952-1953  |